# レオ・フェレ
レオ・フェレ（Léo Ferré、1916年8月24日－1993年7月14日）は、フランス出身の音楽家。ボードレール、ヴェルレーヌ、ランボー、アポリネールらの詩に作曲した功績が知られる。また、自身が作詞・作曲した代表曲として「パリ・カナイユ（Paris Canaille）」がある。

## 生涯

### 誕生
1916年、モナコで生まれる。子供の頃はモナコの隣国イタリアで教育を受けた。リセ・ド・モナコ (fr) で学び哲学系バカロレアを通過した。1935年、法律等を学ぶためパリに移り、シアンスポで行政学を専攻した。同級生にフランソワ・ミッテランがいた。1939年、モナコへ戻り作曲法を学んだ。1943年、最初の妻オデットと結婚。

### 音楽活動を開始
第二次世界大戦終結後、エディット・ピアフの勧めで自作曲を歌い始めたが、シュルレアリスムから影響を受けて成立した彼の個性的な歌詞は聴衆に受けなかった。
1947年、生活費を稼ぐため音楽出版社「Le Chant du Monde社」と契約。この音楽出版社はレコード会社も運営していたが、同社と契約した1947年から1953年までの間にアルバムを1枚も作ることなく契約は終了。
1950年、オデットと離婚。1952年にマドレーヌ（Madeleine Rabereau）と結婚した。

### オデオンレコード時代
1953年4月、オデオンレコードに所属し、スタジオで録音を開始した。同年4月、アポリネールの詩に曲を付けた「ミラボー橋（Le Pont Mirabeau）」を発表。この曲は、のちに彼の代表曲の一つとなったほか、彼が「シャンソン・リテレール（文学的シャンソン）」の巨匠と呼ばれるきっかけともなった。
同年、自身が作詞作曲した「パリ・カナイユ（Paris Canaille）」が、カトリーヌ・ソヴァージュの歌唱によりヒット。そのヒットにあやかり、1955年にはこの曲を主題歌にした映画が制作され、レオ・フェレの名が知れ渡るようになった。
同年10月、前の契約先であった「Le Chant du Monde社」が、「契約満了条件を達成していない」ことを理由に、フェレに対してアルバムの制作を要求。1953年10月27日と10月31日、11月17日にレコーディングを行い、『Chansons de Léo Ferré』をLe Chant du Monde社から発表した。
1957年、ボードレールの詩に曲を付けた楽曲を収録したアルバム『Les Fleurs du mal』をオデオンレコードから発表。
1958年、オデオンレコードとの契約が終了。その後しばらくレコード会社と契約することはなかったが、映画『Douze heures d'horloge』の音楽を担当するなど、音楽活動を積極的に行った。

### バークレー・レコード時代
1960年、当時ダリダやアンリ・サルヴァドール、シャルル・アズナヴールらが所属し、フランス国内で急成長を遂げていたレコード会社「バークレー・レコード」と契約。
アナーキストを自認していたフェレは、1968年に起こったパリ五月革命に触発され、アルバム『L'Été 68』を発表。「犬」などの反体制的な曲を作詞作曲し、五月革命に参加していた青年達から圧倒的な支持を受けた。
バークレー・レコード移籍後7枚目のアルバム『Cette chanson』を発表した際、エディット・ピアフに捧げた「À une chanteuse morte」という曲も収録されるはずだったが、当時、ミレーユ・マチューをバークレーからピアフの再来として売り出していたジョニー・スタークを皮肉る一節があったためか、バークレー・レコード側の一方的な判断により、別の曲に差し替えられて発売された。フェレ側はこれを不当として提訴した事件もあった（最終的にフェレ側が敗訴）が、バークレー・レコードとの契約は、その後も1974年まで続いた。

### 1970年代以降
1976年秋から1977年、1979年にかけてRAI国立交響楽団と共演したアルバムを複数枚発表。
1982年にはベートーヴェンの「エグモント」序曲に歌詞を付けた。
1987年には、フランス、ドイツ、オーストリア、イタリア、ベルギー、カナダ、日本でコンサートを行うツアーを開始した。
1991年、アルチュール・ランボーの没後百周年を記念してアルバム『Une saison en enfer（地獄の季節）』を発表。
1993年のパリ祭（7月14日）に没した。

## ディスコグラフィ

### スタジオ・アルバム
- Paris canaille (1953年)
- Chansons de Léo Ferré (1954年)
- Le Piano du pauvre (1954年)
- Le Guinche (Huit Chansons nouvelles) (1956年)
- Poète... vos papiers ! (1956年)
- Les Fleurs du mal (1957年)
- La Chanson du mal-aimé (1957年)
- Encore... du Léo Ferré (1958年)
- Paname (1960年)
- Les Chansons d'Aragon (1961年)
- La Langue française (1962年)
- Ferré 64 (1964年)
- Verlaine et Rimbaud (1964年) ※2×LP
- Léo Ferré 1916-19… (1966年)
- Cette chanson (La Marseillaise) (1967年)
- Léo Ferré chante Baudelaire (1967年) ※2×LP
- L'Été 68 (1969年)
- Les Douze Premières Chansons de Léo Ferré (1969年)
- Amour Anarchie (1970年) ※2×LP
- La Solitude (1971年)
- La Chanson du mal-aimé (1972年)
- La Solitudine (1972年)
- Il n'y a plus rien (1973年)
- Et… basta ! (1973年)
- L'Espoir (1974年)
- Ferré muet... dirige (1975年)
- Je te donne (1976年)
- La musica mi prende come l'amore (1977年)
- La Frime (1977年)
- Il est six heures ici et midi à New York (1979年)
- La Violence et l'Ennui (1980年)
- Ludwig-L'imaginaire-Le bateau ivre (1982年) ※3×LP
- L'Opéra du pauvre (1983年) ※4×LP
- Les Loubards (1985年)
- On n'est pas sérieux quand on a dix-sept ans (1986年) ※2×LP
- Les Vieux Copains (1990年)
- Une saison en enfer (1991年)